# Sigmund Koritnig
Sigmund Koritnig (* 25. Dezember 1912 in Graz; † 26. März 1994 in Göttingen) war ein österreichischer Mineraloge und Hochschullehrer an der Georg-August-Universität Göttingen.

## Leben
Koritnig studierte nach dem Abitur in Graz an der Universität Graz und wurde dort 1939 bei Franz Angel in Mineralogie promoviert (Ausgewählte Beiträge zur Ostalpenmineralogie). Danach war er Assistent an der TH Aachen und ab 1942 an die Montanuniversität Leoben. Im Zweiten Weltkrieg war er in der Wehrmacht und war ab 1944 an der Universität Göttingen als Assistent von Carl Wilhelm Correns. Er war Kustos der mineralogischen Sammlung, ab 1957 außerplanmäßiger Professor und ab 1970 ordentlicher Professor. 1978 wurde er emeritiert.
Er befasste sich mit spezieller Mineralogie, Mineralogie verschiedener Erzlagerstätten (und z. B. der Blauen Kuppe), Mineraloptik, Mineralien mit den Elementen Fluor (Thema seiner Habilitation) und Phosphor, Lagerstättenkunde und Erzmikroskopie. Außerdem befasste er sich mit Geschichte der Mineralogie in Göttingen. Er war Erstbeschreiber des Minerals Meixnerit.
Das Mineral Koritnigit ist ihm zu Ehren benannt.
Koritnig war Ehrenmitglied der Vereinigung der Freunde der Mineralogie und Geologie (VFMG) und langjähriger Schriftleiter von deren Zeitschrift Der Aufschluss. Er war maßgeblich an der VFMG-Tagung in Göttingen 1978 und an der Erstellung von deren Tagungsband beteiligt.

## Schriften
- Herausgeber: Zur Mineralogie und Geologie der Umgebung von Göttingen,  Der Aufschluss, Sonderband 28, 1978